# Генеральский дом (Коломбо)
Генеральский дом — официальная резиденция Командующего армией Шри-Ланки. Расположен в городе Коломбо, Шри-Ланка.